# 호보컨-월드 트레이드 센터선
호보컨-월드 트레이드 센터선(영어: Hoboken–World Trade Center) 또는 줄여서 HOB–WTC는 PATH 사에서 운영하는 지하철 노선이다. PATH 사 노선도에는 녹색으로 표시되어 있다. 호보컨-월드 트레이드 센터선은 뉴저지주 저지시티의 호보컨 터미널과 뉴욕주 로어맨해튼의 세계 무역 센터역을 연결해주는 노선이다. 노선 전체의 길이는 3km로, 전체 구간을 주행하는데 11분이 걸리고, PATH가 운영하는 노선 중 가장 짧은 노선이기도 하다.
호보컨-월드 트레이드 센터선은 주중 오전 6시부터 오후 11시까지 운행하며, 주말이나 심야에는 운행하지 않는다. 주말이나 심야에 호보컨에서 로어맨해튼으로 이동하고 싶은 승객은 호보컨 터미널에서 저널 스퀘어-33번가선을 타고 그로브 스트리트에서 뉴어크-월드 트레이드 센터선으로 환승해야 한다.